# Карасуль
Карасу́ль (рос. Карасуль) — село у складі Ішимського району Тюменської області, Росія.
Населення — 385 осіб (2010, 422 у 2002).
Національний склад станом на 2002 рік:
- росіяни — 89 %